# العلم بالهولوكوست في ألمانيا النازية وأوروبا المحتلة من طرف ألمانيا

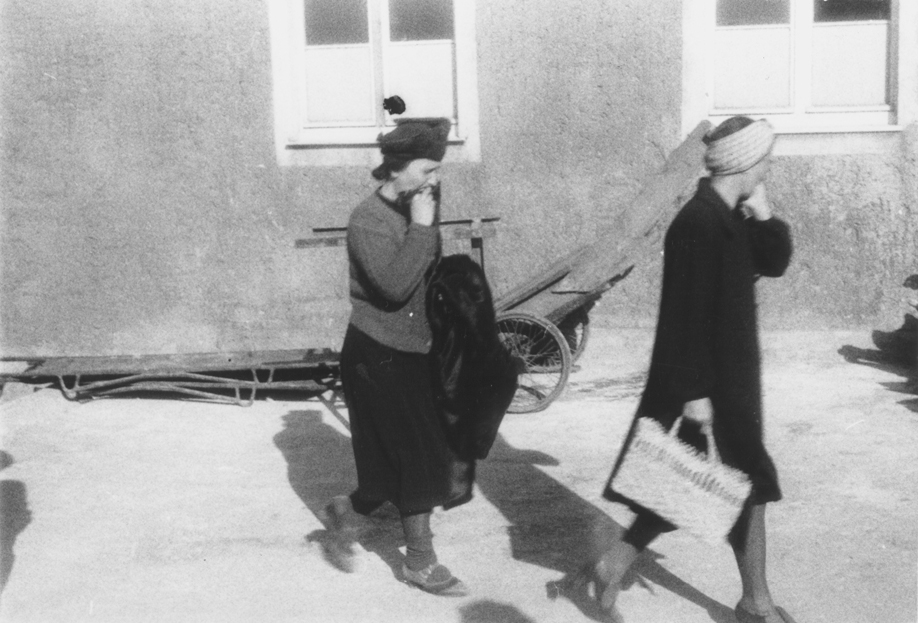
امرأتان ألمانيتان تمران أمام أكوام من الجثث خارج محرقة الجثث في معسكر اعتقال بوخنفالد المحرر حديثًا. ولد المقدم بارك أو. ينجست في هاملزتاون، بنسلفانيا عام 1908. وفي عام 1930 تخرج من كلية كولورادو للمناجم وانضم إلى فيلق المهندسين بالجيش كاحتياطي. ثم ذهب بعد ذلك للعمل في فنزويلا. وخلال هذه الفترة انتهت فترة خدمته الاحتياطية. وبعد عودته إلى الولايات المتحدة في عام 1940، تقدم ينجست بطلب إعادة تعيينه حتى يتمكن من الانضمام إلى القتال ضد هتلر. وفي عام 1942 أُمر بالخدمة الفعلية كملازم أول في فيلق المهندسين بالجيش. وفي 4 أبريل 1944 تمت ترقيته إلى رتبة رائد، وفي يوليو تولى قيادة كتيبة المهندسين القتالية رقم 281. وفي أبريل 1945، كان ينجست حاضرًا في تحرير معسكري الاعتقال أوردروف وبوخنفالد. وفي نهاية المطاف تمت ترقيته إلى رتبة مقدم قبل فصله من الجيش لأسباب طبية.

يستمر النقاش بين المؤرخين حول مدى معرفة الألمان وباقي الأوروبيين بالهولوكوست. يرى بعض المؤرخين أن الهولوكوست كان سرًا مكشوفًا بين السكان في ألمانيا النازية، في حين يظهر آخرون احتمال جهل السكان الألمان صراحة بخطة الحلّ الأخير. يدّعي بيتر لونغريتش أن الهولوكوست كان سرًا مكشوفًا بحلول أوائل العام 1943، لكن بعض المؤلفين يرون أن التاريخ السابق يعود إلى فترة أقدم. مع ذلك، ادعى العديد من الألمان بعد الحرب أنهم يجهلون الجرائم التي ارتكبها النظام النازي، ولجأوا في أغلب الأحيان إلى العبارة النمطية «لم نعلم أي شيءٍ حيال ذلك».
أما في أوروبا الخاضعة للاحتلال الألماني، يظهر المؤرخون أن الحكومات علمت تمامًا النتائج المترتبة على تورّطها، وأدركت أن عامة الشعب تجهل -بدرجات متفاوتة- مضامين عزل اليهود في الغيتوات وترحيلهم لاحقًا. يُفترض أن تكون حكومات، مثل حكومة فيشي، مدركة تمامًا لتورّطها في سياسات الإبادة النازية. يجمع المؤرخون على وجود نسبة كبيرة من عامة السكان الذين أدركوا وجود كراهية تجاه اليهود، لكن تلك النسبة لم تمتلك الوعي والإدراك الكافيين لمعرفة سياسات الإبادة النازية.

## ألمانيا النازية
العلم بالهولوكوست في ألمانيا النازية قضية تاريخية متكررة، فلا يُعرف تمامًا عدد الأشخاص الذي علموا بالحلّ الأخير. علمت النسبة الكبرى من الألمان بنهج معاداة السامية الذي اتبعه الحزب النازي على الأقل، بل دافعت أغلبية الألمان عن الحركة النازية. برزت وجهات نظرٍ عديدة أثناء محاولة اكتشاف درجة معرفة غالبية الألمان بالممارسات المعادية للسامية التي أتاحها للحزب النازي، والتي انتهت بعمليات تطهير عرقي للسكان اليهود. مع ذلك، يدّعي الكثير من المؤرخين أن الألمان حصلوا على معلومات واضحة إلى درجة كافية للمعرفة بتعرّض اليهود للقتل الوحشي.

### إتاحة سياسات الإبادة أمام عامة الألمان
كانت السياسات النازية متاحة للعامة إلى حدّ كبير. ألقى هتلر عددًا من الخطابات في عام 1942، أشار فيها إلى إبادة اليهود، وأشار في خطابه من 24 فبراير عام 1942، أثناء الاحتفال بتأسيس الحزب النازي، إلى نبوءة 30 يناير عام 1939، حين تنبأ بفناء اليهود الأوروبيين. نُقل الخطاب في اليوم التالي ضمن صحيفة سكسونيا السفلى اليومية. ذكر هتلر نبوءته الأصلية من عام 1939 علنًا في 4 مناسبات عامة على الأقل من عام 1942. يدّعي مؤرخون مثل كونفينو وكونز أن تشديد هتلر على النبوءة في ذروة الهولوكوست يعكس تحوّلها إلى مَثلٍ مشتركٍ بين أطياف المجتمع.
استنتج المؤرخ إيان كيرشو، من تحليل المصادر الرئيسة المتداولة إبان الحرب العالمية الثانية، وجود معرفةٍ أكبر بعمليات الإبادة الجارية بحق اليهود في المناطق الألمانية الأقرب إلى بولندا وروسيا، فكانت تلك المناطق أقرب طبيعيًا إلى مناطق القتل. نادرًا ما ذُكرت أسماء معسكرات الإبادة في المصادر الرسمية القادمة من الجانب الغربي للرايخ. في المقابل، تذكر المناطق القريبة من شرق أوروبا أسماء تلك المعسكرات، تحديدًا المصادر الرئيسة من تقرير حركة المقاومة البولندية التي توازن بين معسكر أوشفيتز ومجزرة كاتين.

### إدراك الآثار المترتبة على عمليات الترحيل
يظهر كيرشو وجود احتمال كبيرٍ بخصوص معرفة الألمان بالآثار المترتبة على ترحيل اليهود بعد إخلائهم. توجد تقارير وافرة عن عمليات إطلاق نار جماعي في الاتحاد السوفيتي، وعرف الرأي العام الألماني عمومًا أن ذلك هو المكان الذي سيُرحّل اليهود إليه. يُظهِر كيرشو، بصورة مشابهة، أن تقارير الشرطة الأمنية الألمانية المحلية تحتوي معلومات وافية للإجابة عن تساؤلات الألمان الراغبين في معرفة الهدف من الترحيل. ذكر كارل ديركيفيلدن في يوليو عام 1942، وهو مهندس من مدينة تسيله، 3 حوادث شهدها إبان حياته جرت فيها عمليات ترحيل متعددة، وهي حديث مع سائق شاحنة هولندي، وأخبار سمعها من إذاعة بي بي سي، وزوجة رجل يهودي، وذُكر في جميع تلك الحالات ترحيل اليهود واحتمال تعرّضهم للموت إثر الترحيل.

### العلم بعمليات إطلاق النار الجماعي
أوجز تقرير من ميندن في ديسمبر عام 1941 ترحيل اليهود إلى وارسو في مقطورات الماشية وعملهم في المصانع بعد وصولهم إلى وجهتهم، وتعرّض المسنين والمرضى منهم لإطلاق النار. توجز تقارير الشرطة الأمنية الألمانية من أبريل عام 1942 تفويض الجهاز الأمني بإبادة اليهود في المناطق المحتلة من طرف ألمانيا، وتتحدث التقارير عن إجبار الضحايا على حفر قبورهم قبل إطلاق النار عليهم. وصلت هذه المعلومات إلى منطقة إرفورت في ألمانيا. يستكشف كيرشو أيضًا قابلية الوصول إلى هذه المعلومات بالاستناد إلى مذكرات المواطنين الألمان، والأرجح أن الألمان الذين سافروا بدافع العمل استطاعوا الوصول إلى المعلومات المتعلقة بعمليات إطلاق النار الجماعي. تحدّث نسيب كارل ديركيفيلدن، الذي سافر إلى دنيبر، إلى الأخير عن مخبرين شاهدوا عمليات إطلاق النار الجماعي مباشرة. تحدّث أحد المخبرين عن عملية إطلاق نارٍ جماعيّ على 118 يهودي بعد أن أصبحوا غير لائقين للعمل، ورؤيةِ مقبرتين جماعيتين أثناء رحلة العودة، دُفن فيهما 50 ألف و80 ألف يهودي على الترتيب. شهدت إحدى الرحلات تفاعلًا مع أشخاصٍ على الجبهة، ذكروا إبادة كافة يهود أوكرانيا.

### العلم بمعسكرات الاعتقال
أدرك عامة الألمان في البداية، وفقًا لجيلاتيلي، أن معسكرات الاعتقال النازية هي مؤسسات تعليمية للمجرمين، لكن الألمان أدركوا في النهاية احتمال وفاة المرء إذا أُرسل إلى معسكرات الاعتقال، على الرغم من الرقابة المفروضة على المعلومات. بدأ ظهور السجناء في الأماكن العامة، مثل المصانع وشوارع المدن، وارتدى معظمهم ملابسًا مميزة عليها شارة تبرز هويّتهم وجريمتهم. ساهم عنف الشرطة الأمنية تجاه السجناء في الأماكن العامة في فضح طبيعة معسكرات الاعتقال. تذكر مقابلات متعددة أُجريت مع المواطنين الألمان وقوع حادثة قتل أو معاملة قاسية بين الحرّاس والسجناء. تعرّض السجين للضرب حتى الموت أو إطلاق النار عند مخالفة الأوامر أو عجزه عن أداء العمل.

### العلم بغرف الغاز
يزعم لونغريتش عدم انتشار المعلومات المتعلّقة بإبادة اليهود في غرف الغاز على نطاقٍ واسع. يزعم بانكير أن جدلًا واسعًا اندلع حول استعمال غرف الغاز للقتل بحلول عام 1943، على الرغم من وجود أخطاءٍ أدت إلى بروز مفاهيمٍ خاطئة حول ممارسات عملية التسميم بالغاز وطريقة أدائها. توفّر التقارير والمقابلات مراجعًا غامضة ومتباعدة عن ضحايا التسمم بالغاز في مقطورات الماشية ضمن القطارات في الأنفاق. نُشرت تلك المعلومات، إن حدث ذلك أساسًا، عبر الإذاعات الأجنبية والشائعات المتناقلة بين الجنود. تبيّن عند اتهام الأفراد الألمان أن بعض العامة علموا بوجود غرف الغاز، لكنّهم خضعوا للرقابة ومُنعوا من نشر المعلومات. تذكر إحدى النساء خوض نقاش مع جيرانها عن الإذاعات الأجنبية في محكمة ميونخ الخاصة عام 1943، وذُكر حينها فصل النساء والأطفال اليهود عن باقي السكان من العرق الآري، ثم قتلهم بالغاز. أُدين عامل نقل أثاث من آوغسبورغ، في عام 1944 ضمن محكمة ميونخ الخاصة أيضًا، جراء تصريحه القائل إن الفوهرر قاتل جماعي مسؤول عن حشر اليهود في عربات وإبادتهم بالغاز.